# Коваль Микола Олексійович
Микола Олексійович Коваль (нар. 1 лютого 1952) — український співак, народний артист України (2001), багаторічний соліст Національної опери України.

## Життєпис
Народився в с. Оздамічи Столінського району Берестейської області, Білорусь.
По закінченні школи вчився в аграрному технікумі на зоотехніка.
Під час навчання став лауреатом музичного фестивалю молоді у м. Бересті.
1974 р. вступив до Мінської консерваторії у клас професора М. А. Зюванова.
1976 р. перевівся до Московської консерваторії, де навчався у В. А. Атлантова, А. П. Огнівцева та Г. І. Тіца.
З 1981 працює в Київському Національному театру опери та балету ім. Т. Г. Шевченка.
З 1995 року викладає сольний спів у Київському Національному Університеті культури та мистецтв.
Також викладає в Національній музичній академії України імені Петра Чайковського та Київському інституті музики імені Рейнольда Глієра.
Дочка Вероніка — оперна співачка.

## Репертуар
У репертуарі Миколи Коваля понад 30 головних партій, зокрема: Онєгін («Євгеній Онєгін»), Томський, Єлецький («Пікова дама»), Роберт, Ебн-Хакія («Іоланта»), Мазепа («Мазепа») (усі — П. І. Чайковського); Князь Ігор («Князь Ігор» О. П. Бородіна); Грязной («Царева наречена» М. А. Римського-Корсакова); Рангоні, Щелкалов («Борис Годунов»), Стрешньов, Кузька («Хованщина»), Циган («Сорочинський ярмарок») (усі — М. П. Мусоргського); Жорж Жермон «Травіата», Амонасро «Аїда», Набукко «Набукко», Ріголетто «Ріголетто», Граф ді Луна «Трубадур» Дж. Верді; Граф Тельрамунд «Лоенгрін» Р. Вагнер; Валентин «Фауст», Меркуціо «Ромео та Джул'єта» Ш. Гуно; Ескаміліо «Кармен» Ж. Бізе; Сільвіо, Тоніо «Паяци» Р. Леонкавалло; Альфіо «Сільська честь» П. Маскані; Фігаро «Севільський цирульник» Дж. Россіні; Остап «Тарас Бульба», Микола «Наталка-Полтавка», Офіцер «Ноктюрн», Писар «Утоплена» М. Лисенко; Султан «Запорожець за Дунаєм» С. Гулака-Артемовського та багато інших.

## Нагороди
- 1984 — Лауреат Всеукраїнського конкурсу «Славлю мою Радянську батьківщину» м. Київ.
- 1986 — відмінник культурно-шефської праці над захисниками збройних сил Радянського союзу.
- 1991 — Лауреат Міжнародного конкурсу молодих оперних співаків ім. Соломії Крушельницької м. Львів.
- 2007 — Лауреат премії Платона академії наук України.

## Членство у спілках
- З 1987 — член Національної Спілки театральних діячів України.
- З 2002 — член Київської асоціації моряків-підводників.
- З 2003 — член Всеукраїнської Спілки білорусів.
- З 2004 — член Міжнародної організації козаків України а також почесний член Академії наук України.